# پروشابرد
پروشابرد (ارمنی: Պռոշաբերդ همچنین Boloraberd) قلعه ای که در سده ۱۳ام میلادی توسط شاهزاده پروش خاغباکیان بناگردیده است. این قلعه در حدود ۷ کیلومتری (۴ مایلی) جنوب شهرک ورنشن در استان وایوتس‌جور ارمنستان واقع شده‌است. تقریباً ۱ کیلومتر شرق این قلعه صومعه اسپیتاکاوور متعلق به سده ۱۴ام میلادی که آستواتساتسین مقدس به وقف شده‌است قرار گرفته‌است.